# Casino de Manresa
El casino de Manresa es un edificio modernista ubicado en el punto más céntrico del paseo de Pedro III de la ciudad de Manresa, en la provincia de Barcelona (paseo inaugurado en 1891), obra del arquitecto manresano Ignasi Oms i Ponsa. 
Fue durante muchos años sede del centro social de la burguesía de la ciudad, y actualmente es la sede de la Biblioteca Comarcal. Ha sido restaurado y rehabilitado recientemente.

## Descripción
El cuerpo principal del edificio se construyó a lo largo de tres años (1906-1909) como una obra de transición hacia el modernismo. La fachada sigue un tipo de estructura clásica y al mismo tiempo contiene elementos modernos, como lo son por ejemplo el diseño de ventanas y balcones o los motivos ornamentales. Alguna de las salas interiores, que en la actualidad son salas de lectura de la Biblioteca, conservan vitrales de colores y una ornamentación muy rica. Las obras de los laterales prosiguieron hasta 1918.

## Historia
Desde ese momento ya podía hacerse uso del edificio tal como hoy en día lo conocemos. Era conocido como El casino de los señores porque funcionaba como club social y local de juego de las clases sociales favorecidas de la época. Este nombre fue recogido por Joaquim Amat-Piniella en el título de una de sus novelas inspirada en el Casino y en la gente que lo frecuentaba (1956). Contaba con diversas salas, como biblioteca, restaurante, sala de billares o salón de barbería. En él tuvieron acomodo todo tipo de actividades, desde bailes y audiciones de sardanas hasta competiciones de ajedrez. Igualmente, contaba con una pista de tenis situada en los jardines.
Con la aparición en Manresa en la década de 1960 de diversas salas de fiesta y discotecas, el local dejó de ser rentable, a pesar de mantener las puertas abiertas a todo público sin necesidad de ser socio. Cerró sus puertas como club en los años 1970, aprovechándose únicamente el bar, con lo que el edificio en su conjunto entró en un período de decadencia hasta su cierre definitivo a mediados de la década de 1990.
Tras una intensa campaña ciudadana en Manresa, en 1980 fue declarado Monumento Histórico Artístico, evitando así su posible derribo por medio de una operación especulativa.
A finales de los años 1990, fue adquirido por el Ayuntamiento de Manresa, y tras ser objeto de una remodelación, actualmente acoge la Biblioteca Pública Municipal junto con un Centro Cultural.